# Sidi Aoun
Sidi Aoun (em árabe: ﺳﻴﺪي ﻋﻮن) é uma cidade e comuna localizada na província de El Oued, Argélia. Segundo o censo de 2008, a população total da cidade era de 12 235 habitantes.